# Biville
Biville ist eine Ortschaft und eine ehemalige französische Gemeinde mit 523 Einwohnern (Stand: 1. Januar 2022) im Département Manche in der Region Normandie. Sie gehörte zum Arrondissement Cherbourg und zum Kanton La Hague. Die Einwohner werden Bivillais genannt.
Mit Wirkung vom 1. Januar 2017 wurde die bisherige Gemeinde Biville mit den übrigen 18 Gemeinden der ehemaligen Communauté de communes de la Hague zu einer Commune nouvelle mit dem Namen La Hague zusammengeschlossen und verfügt in der neuen Gemeinde über den Status einer Commune déléguée. Der Verwaltungssitz befindet sich im Ort Beaumont-Hague.

## Geografie

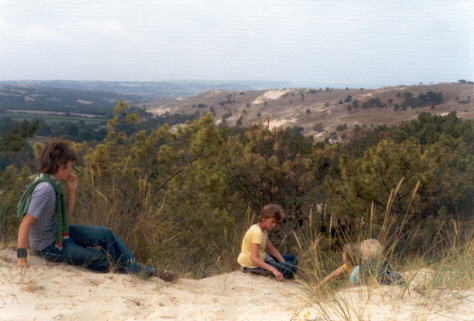
Biville, die Sanddünen

Biville liegt auf der Halbinsel Cotentin, in der Landschaft La Hague. Die Sanddünen erstrecken sich auf 190 ha, und werden vom Conservatoire du Littoral verwaltet.
Angrenzende Gemeinden waren Vauville, Sainte-Croix-Hague und Vasteville.

## Toponymie
Biville leitet sich aus der französischen Endung -ville und aus dem angelsächsischen Patronym Boia ab.

## Bevölkerungsentwicklung
| Jahr      | 1962 | 1968 | 1975 | 1982 | 1990 | 1999 | 2005 | 2015 |
| Einwohner | 229  | 221  | 223  | 245  | 364  | 415  | 477  | 549  |

## Sehenswürdigkeiten
- Kirche Saint-Pierre: Chor (aus dem 13. Jahrhundert) und Kirchturm (1632) die um dem Grab des Seligen Thomas Hélye gebaut wurden. Ein neues zwischen 1922 und 1926 gebautes Kirchenschiff ersetzt das alte Kirchenschiff, das nicht in der Lage war, die zahlreichen Pilger besonders am 19. Oktober am Fest des Seligen aufzunehmen.

Das alte Eingangstor (aus dem 17. Jahrhundert) wurde behalten und in die Liste der historischen Denkmäler aufgenommen worden. Es wurde am westlichen Ende des neuen Kirchenschiffes wieder erbaut.
Am 21. Dezember 1994 ist die Kirche in die Liste der historischen Denkmäler aufgenommen worden. Sie beherbergt denkmalgeschützte Werke, darunter sieben Basreliefe.

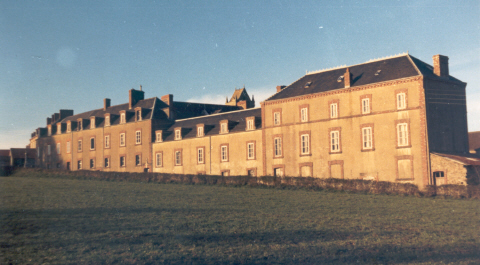
Das ehemalige Waisenhaus
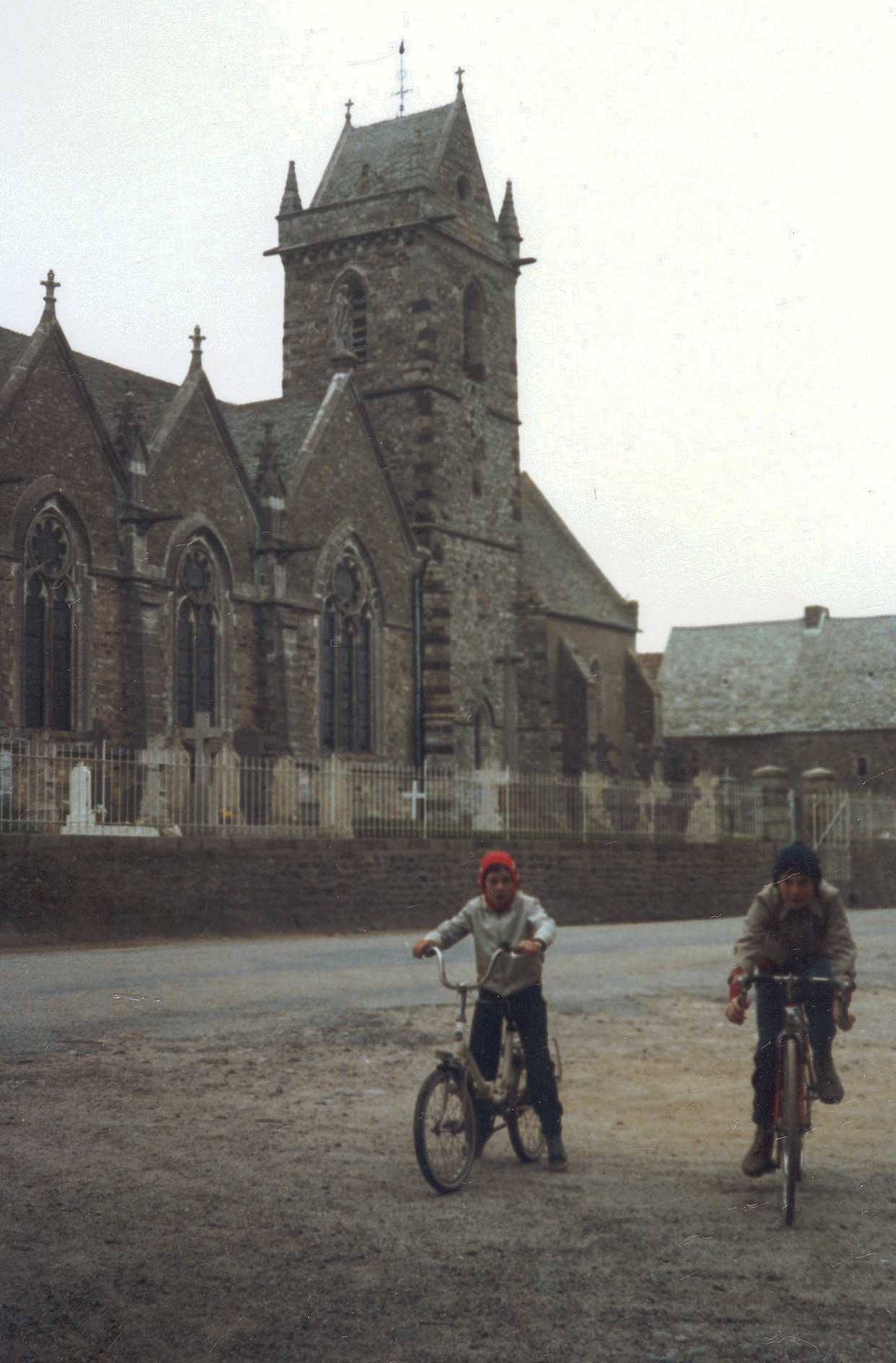
Kirche Saint-Pierre
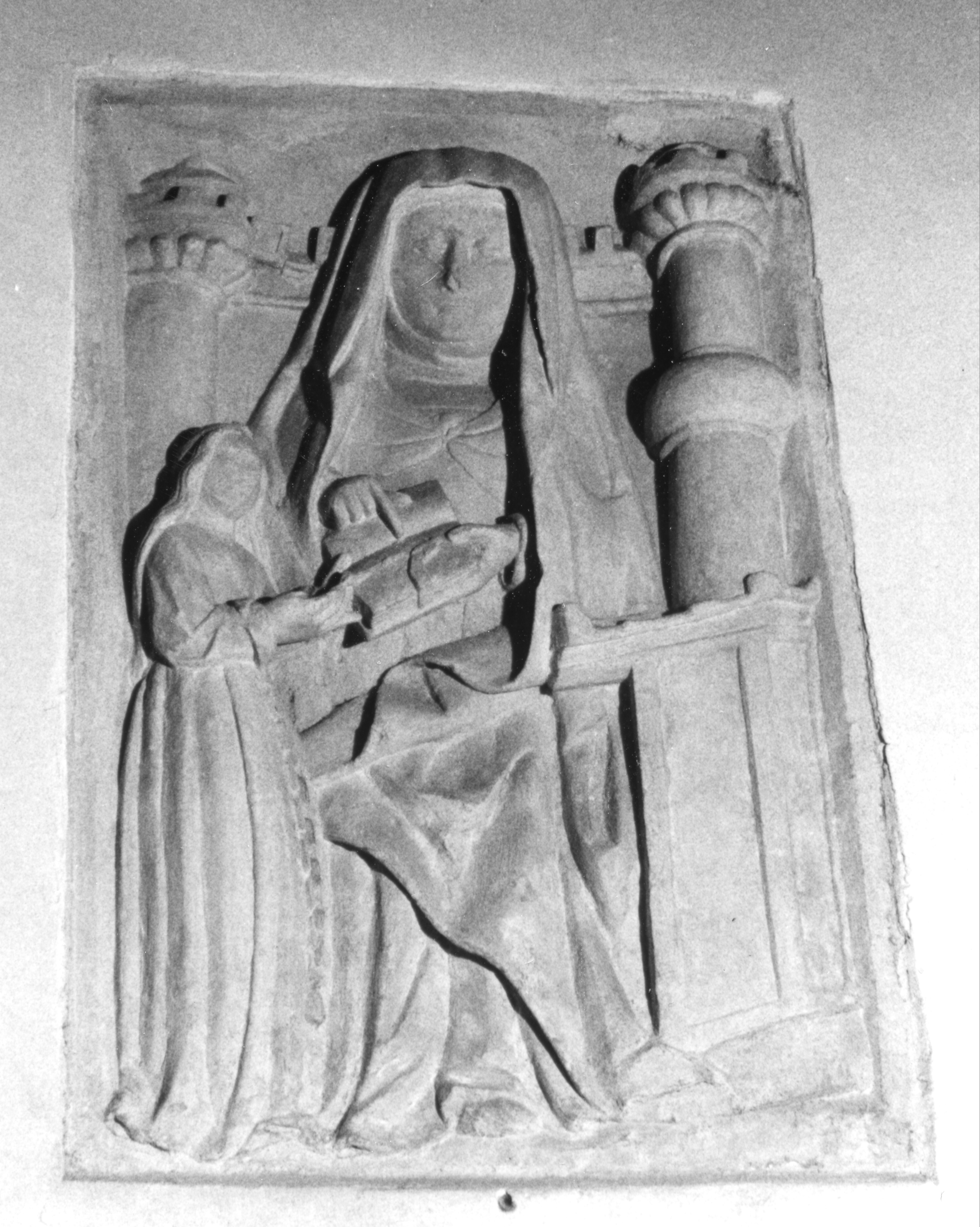
Sainte Anne und sainte Marie lesen die Bibel
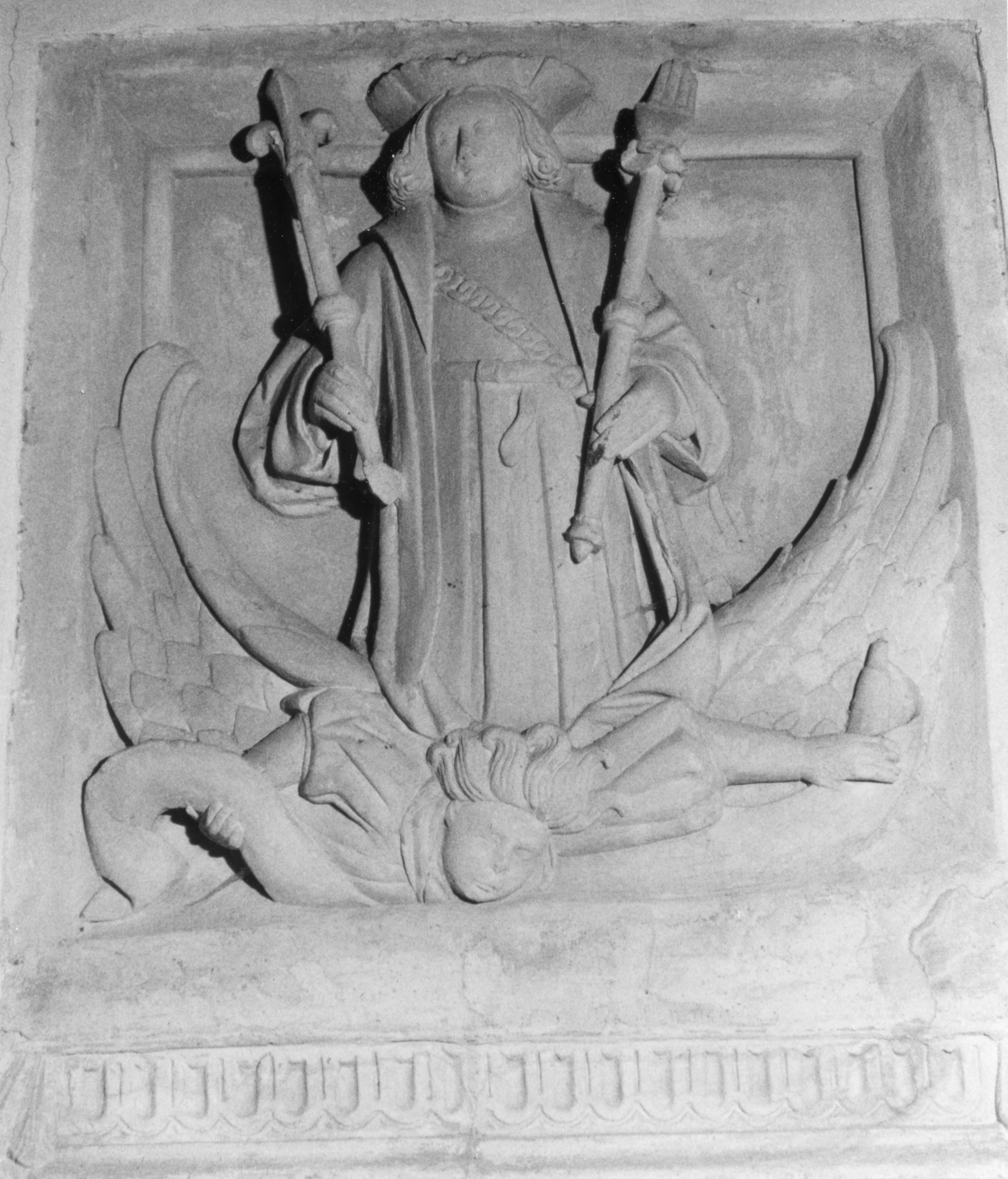
Bas-relief von Saint Louis

## Persönlichkeiten
- Thomas Hélye (Biville, ungefähr 1180 – Vauville, 19. Oktober 1257), der im Weiler Gardin nach der Überlieferung geboren wurde[5], war zunächst Schulmeister in Cherbourg, dann Priester und Missionar. Er wurde am 14. Juli 1859 vom Papst Pius IX. seliggesprochen.

## Bibliographie
- Léopold Delisle: Vie du bienheureux Thomas Hélie, de Biville, composée au XIIIe siècle par Clément, publiée avec une introduction et des notes. In: Mémoires de la Société impériale académique de Cherbourg. Bd. 27, 1861, ISSN 0755-2475, S. 173–242.
- Bernard Jacqueline, Georges Hyernard: Le Bienheureux Thomas Hélye. Prêtre de Biville. Vie et miracles. Presses de la Dépêche, Cherbourg 1985.
- Hugues Plaideux: Le Bienheureux Thomas Hélye de Biville. Petit Abrégé. de la Marche u. a., Cherbourg u. a. 1989, ISBN 2-87807-042-9.
- Hugues Plaideux: L'église de Biville. In: Annuaire des cinq départements de la Normandie. 2008, ISSN 0755-2475, S. 111–116.
- Hugues Plaideux: Biville. 750 ans de pèlerinages au bienheureux Thomas Hélye. In: Bernard Bodinier (Hrsg.): Pèlerinages et lieux de pèlerinage en Normandie. Actes du 44e Congrès, organisé par la Fédération des Sociétés Historiques et Archéologiques de Normandie, Fécamp, 22 au 24 octobre 2009 (= Congrès des Sociétés historiques et archéologiques de Normandie. Bd. 15). Fédération des Sociétés Historiques et Archéologiques de Normandie, Louviers 2010, ISBN 978-2-9527-7574-8, S. 97–110.